# Classe Rio Lima
A classe Rio Lima foi uma classe de avisos da marinha portuguesa.  
| Indicativo visual | Nome        | Lançamento | Commissão | Estado |
| ----------------- | ----------- | ---------- | --------- | ------ |
|                   | Rio Lima    |            |           |        |
|                   | Rio Tâmega  |            |           |        |
|                   | "Rio Vouga" |            |           |        |
|                   | "Sado"      |            |           |        |